# Sudatorium
Sudatorium (av latin sudare, "svettas") var svettbadet i en romersk badanläggning. En särskild form av sudatorium benämndes laconicum. Sudatoriet låg i omedelbar anslutning till caldariet.